# 世界遺産 時を刻む
世界遺産 時を刻む（せかいいさん ときをきざむ）は、NHK BSプレミアムが2011年10月7日に放送を開始した、世界遺産を題材とした教養番組である。全15回。
世界遺産はなぜ歴史に名を刻む事ができ、どんな時を歩んできたか。「海」「祭り」「塔」などのテーマ別に世界中に広がる世界遺産を訪ね珠玉の映像と立体的に紹介する。

## 出演者
ナビゲーター
- 向井理

メインナレーション
- 青山祐子
- 武内陶子

サブナレーション
- 平野哲史

## 放送時間
本放送
金曜 21:00 - 21:58
再放送
火曜 16:45 - 17:43